# قسم ايتيوند الجنوبي الريفي (مقاطعة دلفان)
قسم ايتيوند الجنوبي الريفي (بالفارسية: دهستان ایتیوند جنوبی) هي منطقة ريفية تقع في منطقة كاكاوند في إيران. يقدر عدد سكانها بـ 6,400 نسمة .